# Desireless
Claudie Fritsch-Mentrop (sinh ngày 25 tháng 12 năm 1952), được biết với nghệ danh là Desireless (phát âm tiếng Pháp: [deziʁlɛs]), là một nữ ca sĩ người Pháp. Từ năm 1986 đến năm 1988, đĩa đơn ăn khách "Voyage, voyage" của bà đã đứng đầu trên nhiều bảng xếp hạng đĩa đơn châu Âu và châu Á.
Trên trang web chính thức của bà, Desireless vẫn phát hành album mới và biểu diễn trực tiếp, và bà đã phát hành một album mới với Operation of the Sun (Antoine Aureche) cùng với chuyến lưu diễn toàn thế giới từ năm 2012 trở đi.

## Danh sách đĩa hát

### Album
- François (1989) #29 France
- I Love You (1994)
- Ses plus grands succès (2003) France & (2004) Russie
- Un Brin de Paille (2004)
- More Love and Good Vibrations (2007) France & (2008) Russie
- Le Petit Bisou (2009) France
- More Love and Good Vibrations: Special Edition (2010) France
- L'Oeuf Du Dragon (2013, feat Antoine Aureche a.k.a. Operation of the Sun) France
- Noun (2014, feat Antoine Aureche a.k.a. Operation of the Sun) France
- 2011-2015 (2015, 'best of' feat Antoine Aureche a.k.a. Operation of the Sun) France
- Desireless chante Apollinaire (2017, feat Antoine Aureche a.k.a. Valfeu) France

### EP
- L'expérience Humaine (2011) EP
- L'Oeuf Du Dragon (2012, feat Antoine Aureche a.k.a. Operation of the Sun) - EP
- XP2 (2012) EP
- Nexus (2014, remixes & covers, feat Antoine Aureche a.k.a. Operation of the Sun) France
- Un Seul Peuple (2014) EP

### Đĩa đơn
Từ François:
- 1986/87: "Voyage, voyage" (#2 Pháp, #1 Đức, #1 Áo, #1 Bỉ, #1 Đan Mạch, #1 Tây Ban Nha, #1 Hy Lạp, #1 Israel, #26 Ý, #1 Liban,  #1 Na Uy, #3 Canada, #11 Hà Lan, #53 Anh phát hành năm 1987 và #5 1988 phối lại remix,[3] #11 Thụy Điển, #4 Thụy Sĩ, #1 Thái Lan, #1 Nam Tư)
- 1988: "John" (#5 Pháp, #37 Đức, #92 Anh)
- 1989: "Qui sommes-nous?" (#41 Canada, #88 Đức)
- 1990: "Elle est comme les étoiles"

From I Love You:
- 1994: "Il dort"
- 1994: "I Love You"

From More Love and Good Vibrations:
- 2004: "La vie est belle"
- 2010: "Voyage, Voyage (Dj Esteban Remix 2010)" (#81 Bảng xếp hạng câu lạc bộ Pháp)